# Fatih Tekke
Fatih Tekke (Trabzon, 9 september 1977) is een Turks voormalig betaald voetballer die bij voorkeur als diepste spits speelde. Na zijn spelersloopbaan werd hij trainer.
Tekke debuteerde op zeventienjarige leeftijd in het profvoetbal in het shirt van Trabzonspor. Onder meer door zijn agressieve gedrag brak hij er niet door en werd hij in 1997 verkocht aan Altay Izmir, waar hij zijn voet brak. Hij keerde terug naar Trabzonspor, maar overtuigde er nog niet. Hij werd weggestuurd en kwam terecht bij Gaziantepspor, waar hij opbloeide tot een van vaste waardes van de club.
Na een afwezigheid van drie jaar keerde Tekke terug voor een derde avontuur bij Trabzonspor. Ditmaal slaagde hij wel. Hij vormde een aanvalslinie met Gokdeniz Karadeniz, Ibrahim Yattara en later met Miroslaw Szymkowiak. Hij won tweemaal de Turkse beker met Trabzonspor, brak in het seizoen 2004/2005 het doelpuntenrecord door 31 keer te scoren en werd benoemd tot aanvoerder.
Tekke vertrok in de zomer van 2006 voor € 7.500.000 naar FK Zenit Sint-Petersburg. Hiermee was hij toentertijd de duurste Turkse voetballer ooit. Hij won in 2008 met FK Zenit Sint-Petersburg de UEFA Cup. Tekke werd in september 2010 voor een transfersom van 750.000 euro overgenomen door Beşiktaş JK. In januari 2011 tekende Tekke een contract voor 1,5 jaar bij MKE Ankaragücü, dat hij in september 2011 verliet voor zijn laatste (prof)club als speler, Orduspor.
Hij kreeg in maart 2015 zijn eerste functie als hoofdcoach, bij Kayseri Erciyesspor. In 2016 trainde hij Boluspor en in oktober 2017 werd hij aangesteld bij Manisaspor. In januari 2018 werd hij ontslagen.

## Erelijst
Trabzonspor
- Turkse voetbalbeker

2002/03, 2003/04
 FK Zenit Sint-Petersburg
- Premjer-Liga

2007
- Russische supercup

2008
- UEFA Cup

2007/08
- UEFA Super Cup

2008
 Roebin Kazan
- Premjer-Liga
- Russische supercup

2010
- Turkije

Europees kampioenschap voetbal onder 16 - 1994
1 Çakır  ·
4 Türkmen ·
5 Lundstram ·
6 Mendy ·
7 Višća ·
9 Nwakaeme ·
10 Cham ·
11 Tufan ·
15 Savić ·
17 Banza ·
18 Elmalı ·
20 Asan ·
22 Zoebkov ·
23 Güneş ·
25 Çevikkan ·
29 Saatçı ·
35 Yokuşlu ·
44 Batagov ·
54 Tepe ·
61 Çanak ·
70 Drăguș ·
74 Malkoçoğlu ·
77 Boşluk ·
79 Malheiro ·
90 Yıldırım ·
94 Destan ·
99 Oršić ·
Coach: Tekke